# Danila Dmitrijewitsch Chotuljow
Danila Dmitrijewitsch Chotuljow (russisch Данила Дмитриевич Хотулёв; * 1. Oktober 2002 in Orenburg) ist ein russischer Fußballspieler.

## Karriere

### Verein
Chotuljow begann seine Karriere in der Akademija Konoplew. Im Januar 2018 wechselte er in die Akademie von Zenit St. Petersburg. Im August 2020 spielte er erstmals für die Zweitmannschaft Zenits in der drittklassigen Perwenstwo PFL. Im Februar 2021 stand er im Cup gegen Arsenal Tula auch erstmals im Kader der Profis. Sein Debüt für die Profis von Zenit in der Premjer-Liga gab er im März 2021, als er am 22. Spieltag der Saison 2020/21 gegen Achmat Grosny in der 82. Minute für Jaroslaw Rakyzkyj eingewechselt wurde. Bis Saisonende kam er zu vier Einsätzen, mit Zenit wurde er zu Saisonende Meister.
In der Saison 2021/22 absolvierte er eine weitere Partie, ehe er im Februar 2022 für eineinhalb Jahre an den Zweitligisten FK Orenburg verliehen wurde. Für Orenburg absolvierte er sechs Partien in der Perwenstwo FNL, ehe er mit dem Team zu Saisonende in die Premjer-Liga aufstieg.

### Nationalmannschaft
Chotuljow spielte im August 2017 erstmals für eine russische Jugendnationalauswahl. Im Oktober 2018 kam er zu seinem einzigen Einsatz für die U-17-Mannschaft. Im Juni 2021 debütierte er im U-21-Team.